# Kreisgrabenanlage Lodderstedt
Die Kreisgrabenanlage Lodderstedt ist eine bislang unausgegrabene Kreisgrabenanlage bei Gerbstedt im Landkreis Mansfeld-Südharz, Sachsen-Anhalt.

## Lage
Die Kreisgrabenanlage liegt nordwestlich von Gerbstedt auf dem Gebiet der Wüstung Lodderstedt. Etwa zwei Kilometer nordöstlich hiervon befinden sich die beiden Kreisgrabenanlagen Belleben I und Belleben II.

## Forschungsgeschichte
Die Kreisgrabenanlage Loderstedt wurde 2010 entdeckt, als im Zuge der Ausgrabung der benachbarten Anlage Belleben I durch das Institut für Kunstgeschichte und Archäologien Europas der Martin-Luther-Universität Halle-Wittenberg unter der Leitung von Oliver Rück deren Umgebung großflächig geomagnetisch untersucht wurde. Eine Grabung fand bislang nicht statt.

## Beschreibung
Die Anlage ist annähernd kreisförmig und hat einen Durchmesser zwischen 85 m und 90 m. Sie besteht aus einem Graben, der laut Geomagnetik eine kleinere Unterbrechung im Südwesten und zwei größere im Südosten aufweist.

## Datierung
Eine genauere Datierung der Anlage ist bislang nicht erfolgt. Durch Silices und Keramikscherben, die bei Feldbegehungen im Umfeld der Anlage gefunden wurden, wird aber eine Entstehung im Jungneolithikum nahegelegt.